# Студен взрив
Студен взрив – явление на бурна верижна химическа реакция, произтичаща при охлаждане до температури, близки до абсолютната нула. Ефекта е открит през 1980 г. в Института по химична физики на АН на СССР. Първоначално реакцията е открита за смес на метилциклохексан и хлор, охладена до температура ~10 К. Инициирането на реакцията става с лазерен лъч, разбиващ молекулите на хлора на активни радикали. В процеса сместа бързо се охлажда, превръщайки се в стеклоподобна маса. В диапазона на температури от 60 до 10 К произтича взрив. Намаляването на концентрацията на реагентите води до по-ниски температури от началните на реакцията.
Механизма на реакцията се обяснява наличието в образеца на деформации на свиване, възникващи при бързото охлаждане и в хода на самата реакция. При понижаване на температурата деформациите не успяват да релаксират, и техният брой лавинообразно нараства, което води до взрив. Взаимодействието между частиците става благодарение на тунелния ефект.